# محوطه کفسه چال
محوطه کفسه چال مربوط به دوران‌های تاریخی پس از اسلام است و در شهرستان رضوانشهر، بخش پره سر، دهستان ارده واقع شده و این اثر در تاریخ ۳۰ تیر ۱۳۸۴ با شمارهٔ ثبت ۱۲۲۲۱ به‌عنوان یکی از آثار ملی ایران به ثبت رسیده است.